# アルトゥーロ・ビダル
アルトゥーロ・エラスモ・ビダル・パルド（Arturo Erasmo Vidal Pardo、 1987年5月22日 - ）は、チリ・サンティアゴ出身のサッカー選手。チリ代表。CSDコロコロ所属。ポジションはMF、DF。

## 経歴

### クラブ

#### CSDコロコロ
地元クラブのユースチームを経て2005年にチリの強豪CSDコロコロとプロ契約。その後同クラブのプリメーラ・ディビシオン3連覇に貢献した。

#### バイエル・レバークーゼン
2007年にコロコロ史上最高額の1100万ドルでドイツ・ブンデスリーガ・バイエル・レバークーゼンに完全移籍。2010-11シーズンには主力として2位に貢献した。

#### ユヴェントスFC
2010-11シーズン終了後、バイエルン・ミュンヘンやSSCナポリから関心を集めたが、ユヴェントスFCに移籍金1050万ユーロ（成績しだいで200万ユーロの追加）の5年契約で移籍。獲得に懐疑的な声もあったものの、イタリアの水にすぐに慣れ、無尽蔵のスタミナと攻撃センスを武器に活躍し、中心選手として2011-12シーズンのスクデット獲得に貢献した。
2012-13シーズンから背番号を22番から23番に変更し、リーグ戦では10得点をあげるなどチームのリーグ連覇に貢献した。
2013-14シーズンもリーグ戦32試合に出場して11得点でリーグ三連覇に貢献、さらにUEFAチャンピオンズリーググループステージのFCコペンハーゲン戦ではハットトリックを達成した。2013年12月には、クラブとの契約を2017年まで延長した。
2014-15シーズンはワールドカップ後のコンディション不良から出遅れたものの、リーグ戦28試合に出場して7得点をあげるなどチームの主力として活躍し、リーグ四連覇とコッパイタリア制覇に貢献した。2015年4月14日、UEFAチャンピオンズリーグ準々決勝のASモナコ戦1stレグでは、PKから決勝点を挙げた。その後もチームの準優勝の原動力となり、UEFA欧州最優秀選手賞の候補10名 に名を連ねた。

#### バイエルン・ミュンヘン
2015年7月28日、バイエルン・ミュンヘンに移籍することを正式に発表した。2019年までの4年契約。移籍金は3700万ユーロで、選手が特定の目標を達成したら最大300万ユーロのボーナスとなる。背番号はユヴェントスやレバークーゼンで着用していた23番である。2015年8月1日、DFLスーパーカップのVfLヴォルフスブルク戦に途中出場し、バイエルンデビューを果たした。
2016-17シーズンはシャビ・アロンソ、チアゴ・アルカンタラと中盤を形成。2017年3月7日、チャンピオンズリーグ決勝トーナメント・ラウンド16のアーセナルFC戦1stレグで2得点を決めて準々決勝進出に貢献。しかし、チャンピオンズリーグ準々決勝レアル・マドリード戦1stレグではヘディングで先制点を決めたものの、前半ロスタイムにPKを失敗し試合に敗れた。2ndレグの試合では後半退場になり、バイエルンはチャンピオンズリーグ準々決勝で敗退した。

#### FCバルセロナ
2018年8月4日、FCバルセロナに移籍金2000万ユーロ、3年契約で加入することが発表された。10月28日のレアル・マドリード戦にて移籍後初ゴールを決めた。加入当初はなかなか出場機会に恵まれず、SNS上で不満を表し問題になることもあった。しかし、持ち前の闘争心やファイターとしてのプレイスタイルを武器に徐々に出場機会を増やしていき、バルセロナの前半戦のキーパーソンの一人と呼べるほどの活躍を見せた。バルセロナが2シーズン連続のリーガ2連覇を達成。これにより、ビダルは個人としてリーグ8連覇を3つのクラブで果たすという偉業を達成した【セリエＡ(ユヴェントス)2011~2015, ブンデスリーガ(バイエルン)2015~2018, ラ・リーガ(バルセロナ)2018】。

#### インテル・ミラノ
2020年9月22日、インテル・ミラノへの完全移籍が発表された。
2022年7月11日、インテルは双方合意のもとでビダルとの契約を解除したと発表した。

#### フラメンゴ
2022年7月14日、CRフラメンゴはビダルの獲得を発表。

#### コロコロ復帰
2024年1月23日、プロデビューを果たしたCSDコロコロへ17年ぶりに復帰することが発表された。

### 代表
チリ代表としては2007年7月2日に行われたベネズエラ代表との国際親善試合でデビュー。2010年に南アフリカ共和国で開催された2010 FIFAワールドカップ、2014年にブラジルで開催された2014 FIFAワールドカップに出場。2015年自国開催のコパ・アメリカ2015で初優勝に貢献し、決勝戦のMOMと大会ベストイレブンにも選出された。翌2016年にアメリカ合衆国で開催されたコパ・アメリカ・センテナリオでは5試合に出場し大会連覇に貢献した。2018年3月27日、デンマーク代表との親善試合に出場し、ジャン・ボーセジュールとともに代表通算100試合出場を達成した。

## 人物
- 飲酒を好んでおり、ユヴェントスFCの同僚であったジョルジョ・キエッリーニにも自伝で「チャンピオンだったが、彼の好物はパーティーだった。ビダルのような人は時々外に出て、必要以上に酒を飲んでいた。彼にとってアルコールはちょっとした弱点だった。」と指摘される（ただし、キエッリーニは「彼がチャンピオンであることに疑いはない。弱さは人間の一部で、重要なのはチームにどのような結果をもたらすかだ。」とフォローはしている。）ほどであり[20]、2015年には後述の飲酒運転による事故を起こしている。
- 2015年6月16日、ビダルは地元のチリで開催されたコパ・アメリカの最中に飲酒運転で事故を起こして逮捕された[21]。ビダルの乗っていたフェラーリは大破したが、ビダル本人と妻には大きな怪我もなく[22]、相手方も幸いにして無傷であった。ビダルはその後、2年間の免許停止処分と相手への金銭保証が課された[23]。
- バイエルン・ミュンヘンの入団会見中に母国チリでビダルの家族が事件を起こしていたことが明らかになった[24]。

- 代表でチームメイトであるクラウディオ・ブラーボとは、2017年に自身らの妻同士がSNSで対立して以来、犬猿の仲である[25]。

## 個人成績

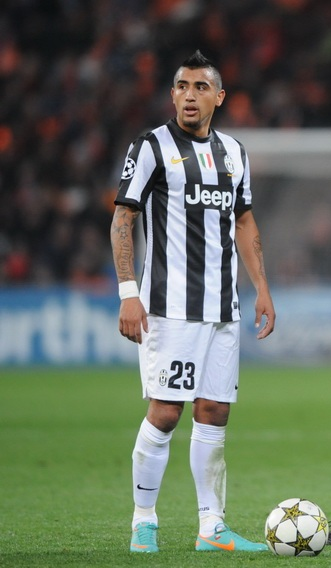
ユヴェントス時代（2012年）

| クラブ成績 | クラブ成績               | クラブ成績     | リーグ | リーグ | カップ      | カップ      | 国際大会   | 国際大会   | 通算 | 通算 |
| シーズン   | クラブ                   | リーグ         | 出場   | 得点   | 出場        | 得点        | 出場       | 得点       | 出場 | 得点 |
| チリ       | チリ                     | チリ           | リーグ | リーグ | カップ      | カップ      | 南米       | 南米       | 通算 | 通算 |
| ---------- | ------------------------ | -------------- | ------ | ------ | ----------- | ----------- | ---------- | ---------- | ---- | ---- |
| 2005       | CSDコロコロ              | プリメーラ     | 2      | 0      | -           | -           | -          | -          | 2    | 0    |
| 2006       | CSDコロコロ              | プリメーラ     | 19     | 0      | -           | -           | 12         | 3          | 31   | 3    |
| 2007       | CSDコロコロ              | プリメーラ     | 15     | 2      | -           | -           | 8          | 0          | 23   | 2    |
| ドイツ     | ドイツ                   | ドイツ         | リーグ | リーグ | DFBポカール | DFBポカール | ヨーロッパ | ヨーロッパ | 通算 | 通算 |
| 2007-08    | バイエル・レバークーゼン | ブンデスリーガ | 24     | 1      | 0           | 0           | 9          | 0          | 33   | 1    |
| 2008-09    | バイエル・レバークーゼン | ブンデスリーガ | 29     | 3      | 6           | 3           | -          | -          | 35   | 6    |
| 2009-10    | バイエル・レバークーゼン | ブンデスリーガ | 31     | 1      | 1           | 0           | -          | -          | 32   | 1    |
| 2010-11    | バイエル・レバークーゼン | ブンデスリーガ | 33     | 10     | 2           | 1           | 9          | 2          | 44   | 13   |
| イタリア   | イタリア                 | イタリア       | リーグ | リーグ | イタリア杯  | イタリア杯  | ヨーロッパ | ヨーロッパ | 通算 | 通算 |
| 2011-12    | ユヴェントス             | セリエA        | 33     | 7      | 2           | 0           | -          | -          | 35   | 7    |
| 2012-13    | ユヴェントス             | セリエA        | 31     | 10     | 4           | 1           | 9          | 3          | 44   | 14   |
| 2013-14    | ユヴェントス             | セリエA        | 32     | 11     | 1           | 0           | 12         | 7          | 45   | 18   |
| 2014-15    | ユヴェントス             | セリエA        | 28     | 7      | 4           | 0           | 12         | 1          | 44   | 8    |
| ドイツ     | ドイツ                   | ドイツ         | リーグ | リーグ | DFBポカール | DFBポカール | ヨーロッパ | ヨーロッパ | 通算 | 通算 |
| 2015-16    | バイエルン               | ブンデスリーガ | 30     | 4      | 6           | 1           | 10         | 2          | 46   | 7    |
| 2016-17    | バイエルン               | ブンデスリーガ | 27     | 4      | 5           | 1           | 8          | 3          | 40   | 8    |
| 2017-18    | バイエルン               | ブンデスリーガ | 22     | 6      | 5           | 0           | 7          | 0          | 34   | 6    |
| スペイン   | スペイン                 | スペイン       | リーグ | リーグ | 国王杯      | 国王杯      | ヨーロッパ | ヨーロッパ | 通算 | 通算 |
| 2018-19    | バルセロナ               | ラ・リーガ     | 33     | 3      | 8           | 0           | 11         | 0          | 52   | 3    |
| 2019-20    | バルセロナ               | ラ・リーガ     | 33     | 8      | 2           | 0           | 7          | 0          | 42   | 8    |
| 通算       | チリ                     | チリ           | 36     | 2      | 0           | 0           | 20         | 3          | 56   | 5    |
| 通算       | ドイツ                   | ドイツ         | 196    | 29     | 25          | 6           | 43         | 7          | 264  | 42   |
| 通算       | イタリア                 | イタリア       | 124    | 35     | 11          | 1           | 33         | 11         | 168  | 47   |
| 通算       | スペイン                 | スペイン       | 66     | 11     | 10          | 0           | 18         | 0          | 94   | 11   |
| 総通算     | 総通算                   | 総通算         | 422    | 77     | 46          | 7           | 114        | 21         | 582  | 105  |

## 代表歴

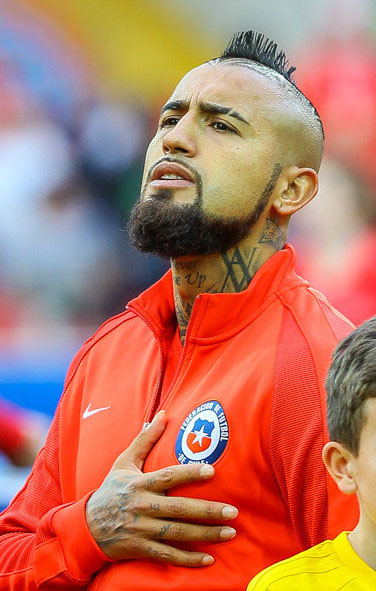
チリ代表でのビダル（2017年）

### 出場大会
- U-17チリ代表
  - 2007年 - 2007 FIFA U-20ワールドカップ（3位）
- チリ代表
  - 2010年 - 2010 FIFAワールドカップ（ベスト16）
  - 2011年 - コパ・アメリカ2011（ベスト8）
  - 2014年 - 2014 FIFAワールドカップ（ベスト16）
  - 2015年 - コパ・アメリカ2015（優勝）
  - 2016年 - コパ・アメリカ・センテナリオ（優勝）
  - 2017年 - FIFAコンフェデレーションズカップ（準優勝）
  - 2019年 - コパ・アメリカ2019

### 試合数
- 国際Aマッチ 142試合 34得点（2007年-）[26]

| チリ代表 | 国際Aマッチ | 国際Aマッチ |
| 年       | 出場        | 得点        |
| -------- | ----------- | ----------- |
| 2007     | 8           | 0           |
| 2008     | 6           | 0           |
| 2009     | 7           | 1           |
| 2010     | 7           | 1           |
| 2011     | 11          | 1           |
| 2012     | 5           | 1           |
| 2013     | 8           | 4           |
| 2014     | 10          | 1           |
| 2015     | 11          | 4           |
| 2016     | 13          | 7           |
| 2017     | 12          | 3           |
| 2018     | 7           | 3           |
| 2019     | 10          | 2           |
| 2020     | 4           | 4           |
| 2021     | 12          | 0           |
| 2022     | 6           | 1           |
| 2023     | 5           | 1           |
| 2024     |             |             |
| 通算     | 142         | 34          |

### 得点
| #   | 開催年月日     | 開催地         | 対戦国         | スコア | 結果 | 試合概要                             |
| --- | -------------- | -------------- | -------------- | ------ | ---- | ------------------------------------ |
| 1.  | 2009年9月5日   | サンティアゴ   | ベネズエラ     | 1-0    | 2-2  | 2010 FIFAワールドカップ・南米予選    |
| 2.  | 2010年11月17日 | サンティアゴ   | ウルグアイ     | 2-0    | 2-0  | 親善試合                             |
| 3.  | 2011年7月4日   | サンフアン     | メキシコ       | 2-1    | 2-1  | コパ・アメリカ2011                   |
| 4.  | 2012年6月2日   | ラパス         | ボリビア       | 0-2    | 0-2  | 2014 FIFAワールドカップ・南米予選    |
| 5.  | 2013年6月7日   | アスンシオン   | パラグアイ     | 0-2    | 1-2  | 2014 FIFAワールドカップ・南米予選    |
| 6.  | 2013年6月11日  | サンティアゴ   | ボリビア       | 3-1    | 3-1  | 2014 FIFAワールドカップ・南米予選    |
| 7.  | 2013年9月6日   | サンティアゴ   | ベネズエラ     | 3-0    | 3-0  | 2014 FIFAワールドカップ・南米予選    |
| 8.  | 2013年10月11日 | バランキージャ | コロンビア     | 0-1    | 3-3  | 2014 FIFAワールドカップ・南米予選    |
| 9.  | 2014年10月14日 | サンティアゴ   | ボリビア       | 2-2    | 2-2  | 親善試合                             |
| 10. | 2015年6月11日  | サンティアゴ   | エクアドル     | 1-0    | 2-0  | コパ・アメリカ2015                   |
| 11. | 2015年6月11日  | サンティアゴ   | メキシコ       | 1-1    | 3-3  | コパ・アメリカ2015                   |
| 12. | 2015年6月11日  | サンティアゴ   | メキシコ       | 3-2    | 3-3  | コパ・アメリカ2015                   |
| 13. | 2015年10月11日 | サンティアゴ   | コロンビア     | 1-0    | 1-1  | 2018 FIFAワールドカップ・南米予選    |
| 14. | 2016年3月29日  | バリナス       | ベネズエラ     | 1-3    | 1-4  | 2018 FIFAワールドカップ・南米予選    |
| 15. | 2016年3月29日  | バリナス       | ベネズエラ     | 1-4    | 1-4  | 2018 FIFAワールドカップ・南米予選    |
| 16. | 2016年6月10日  | フォックスボロ | ボリビア       | 1-0    | 2-1  | コパ・アメリカ・センテナリオ         |
| 17. | 2016年6月10日  | フォックスボロ | ボリビア       | 2-1    | 2-1  | コパ・アメリカ・センテナリオ         |
| 18. | 2016年9月1日   | アスンシオン   | パラグアイ     | 2-1    | 2-1  | 2018 FIFAワールドカップ・南米予選    |
| 19. | 2016年10月11日 | サンティアゴ   | ペルー         | 1-0    | 2-1  | 2018 FIFAワールドカップ・南米予選    |
| 20. | 2016年10月11日 | サンティアゴ   | ペルー         | 2-1    | 2-1  | 2018 FIFAワールドカップ・南米予選    |
| 21. | 2017年6月2日   | サンティアゴ   | ブルキナファソ | 1-0    | 3-0  | 親善試合                             |
| 22. | 2017年6月2日   | サンティアゴ   | ブルキナファソ | 3-0    | 3-0  | 親善試合                             |
| 23. | 2017年6月19日  | モスクワ       | カメルーン     | 0-1    | 0-2  | FIFAコンフェデレーションズカップ2017 |
| 24. | 2018年3月24日  | ソルナ         | スウェーデン   | 0-1    | 1-2  | 親善試合                             |
| 25. | 2018年11月20日 | テムコ         | ホンジュラス   | 1-0    | 4-1  | 親善試合                             |
| 26. | 2018年11月20日 | テムコ         | ホンジュラス   | 2-0    | 4-1  | 親善試合                             |
| 27. | 2019年7月6日   | サンパウロ     | アルゼンチン   | 2-1    | 2-1  | コパ・アメリカ2019 3位決定戦         |
| 28. | 2019年10月15日 | アリカンテ     | ギニア         | 3-1    | 3-2  | 親善試合                             |

## タイトル

### クラブ
コロコロ
- プリメーラ・ディビシオン：3回 (アペルトゥーラ2006, クラウスーラ2006, アペルトゥーラ2007)

ユヴェントス
- セリエA：4回 (2011-12, 2012-13, 2013-14, 2014-15)
- コッパ・イタリア：2014-15
- スーペルコッパ・イタリアーナ：2回 (2012, 2013)

バイエルン
- ブンデスリーガ：3回 (2015-16, 2016-17, 2017-18)
- DFBポカール：2015-16
- DFLスーパーカップ：2回 (2016, 2017)

バルセロナ
- リーガ・エスパニョーラ：2018-19
- スーペルコパ・デ・エスパーニャ：2018

インテル
- セリエA : 2020-2021
- スーペルコッパ・イタリアーナ：2021
- コッパ・イタリア：2021-22

フラメンゴ
- コパ・リベルタドーレス : 2022
- コパ・ド・ブラジル : 2022

### 代表
チリ代表
- コパ・アメリカ：2回 (2015、2016)

### 個人
- ブンデスリーガ・チーム・オブ・ザ・トーナメント：2回(2010-11, 2015-16)
- ユベントス・プレイヤー・オブ・ザ・イヤー：2012-13
- セリエA・チーム・オブ・ザ・イヤー：2回 (2012-13, 2013-14)
- ESM欧州年間ベストイレブン：2013-14
- コパ・アメリカベストイレブン：3回 (2015、2016、2019)